# Республіка Семи Островів
Республіка Семи Островів — перша форма грецької державності, яка виникла після падіння Константинополя. Існувала у 1800—1815 роках фактично як протекторат Османської імперії, а пізніше Франції.

## Історія
Іонічні острови впродовж століть входили до складу Венеційської республіки, допоки за Кампо-Формійським миром (1797) не перейшли до революційної Франції. Французи неабияк зміцнили їх артилерією, особливо Корфу. Імператор російський Павло I направив проти французів російську ескадру на чолі з Ушаковим, яка за підтримки турецького флоту після 4-місячної облоги в 1800 році вибила французів з Корфу і захопила Іонічні острови.
Вже наступного дня після взяття фортеці Корфу Ушаков і Кадир-бей випустили прокламацію, в якій повідомлялося, що жителі всіх станів отримують повну і загальну амністію і гарантію поваги релігії, власності та прав особистості. Президентом тимчасового уряду став Спиридон Теотокіс (представник знатного венеційсько-грецького роду). 1801 року з вступом у дію конституції архонтом (президентом) обирається Анастасіос Теотокіс. Містяни та селяни невдаволенні узурпацією влади аристократією створили альтернативний орган — Оноранду (Почесну депутацію міст, передмість та сіл). Побоючись останньої Сенат звернувся по допомогу до Степана Томари, російського посланця у Стамбулі. Останній домігся відправити російський флот з Неаполя на Корфу. Але до його прибуття у води республіки зайшов британський флот. Оноранда здалася й розпустилася.
1802 року під тиском російського уряду Сенат було розпущено й створено Тимчасовий уряд, куди увійшли аристократи та представники другого стану. 5 грудня 1803 року впроваджено нову конституцію.
Острівна республіка на чолі з Іоанном Каподистрією (майбутнім російським міністром закордонних справ та першим президентом Греції) проіснувала сім років, формально як данниця Османської імперії, але по суті під захистом російського флоту. За Тільзитським миром імператор Олександр I негласно зобов'язався не перешкоджати Наполеону у встановленні контролю над Іонічними островами, і кілька місяців по тому вони увійшли до складу Іллірійських провінцій Франції.
У 1809—1810 роках Велика Британія встановила контроль над усіма островами, крім Корфу, де французький гарнізон зберігався до 1814 року.
Паризький мирний договір (1815) визначив подальшу долю Іонічних островів. Вони перетворювалися на Іонічну республіку під британським заступництвом і протекторатом. Така форма політичного устрою протрималася на островах до 1864 року, коли британці нарешті поступилися островами Греції. Для відзначення заслуг жителів Іонічних островів у Британії був заснований особливий орден Святого Михайла і Святого Георгія.

## Територія і населення
Включала такі Іонічні острови: Закінф, Ітака, Керкіра, Кефалінія, Кітіра, Лефкас та Паксос.
Більшість населення складали православні християни, з невеликим числом юдеїв на Корфу і Закінфі. Разом з тим, було значне число католиків, особливо на Корфу, Закінфі і Кефалонії.

## Державний устрій
У 1800 році в Константинополі султаном була схвалена «венеційська» конституція аристократичної Республіки Семи островів, яка формально визначала васальну залежність від Османської імперії (1 раз на 3 роки сплачувалася данина). Прапором республіки був визначений крилатий лев Святого Марка, який вказував на спадкоємність від Венеційської республіки. Основні питання розглядав Сенат з числа шляхти та другого стану.
Право голосу було визначено тільки у народжених на островах осіб чоловічої статі, християнського віросповідання, що мали магазин, що займаються приватною практикою або яким-небудь ремеслом, і навчених грамоті. Був потрібен мінімальний річний дохід, величина якого коливалася в залежності від острова від 1800 дукатів на Корфу до 315 дукатів на Ітаці. Офіційною мовою була спочатку італійську мову Сенат щорічно змінювався на половину. Судова гілка влади викоремлювалася від законодавчої.
Втім 1801 року внаслідок інтриг знаті було впроваджено зміни до конституції, згідно чого Сенат складався лише зі шляхти. Сенат обирав архонта, що призначав магістрів (міністрів) та чиновнкиів. Існували міністерства фінансів, торгівлі, навігації, охорони здоров'я, поліції. Охороною порядку та моралі займався притан. На островах залишилися від венеційського панування Великі ради, що обирали сенаторів, місцевих суддів та прокурорів.
1803 року згідно нової конституції парламент складався з Сенату та Законодавчих зборів. Остання обирала
Консульту (комісію), що розробляла закони, які приймали законодавчі збори. Законодавчі збори обиралися на 2 роки. Законодавчі збори обирали цензорів, очільникі ввиконавчої влади окремих островів. Цензори контролювали Консульту. Кожні 2 роки на кожному острові тепер обиралися сінкліти з числа шляхти та заможних містян. Останні обирали законодавчі збори. Сенат являв собою виконавчу владу, обирався Законодавчими зборами. На чолі Сенату стояв президент (принцепс). Другою державною стала грецька мова.

## Соціальний устрій
Складався з 3 станів: нобілітет (в середині різнився за статками та знатністю), записаний в «Золотій книзі» (згідно конституції 1801 року), з 1803 року нобілітет отримав назву «конституційна шляхта» (нобілі підтверджені такими до 1803 року) ; торгівці, чиновництво та інтелігенція; народні маси міст. За межами цієї системи розташовувалося селянство.

## Економіка
Основу становило сільське господарство, торгівля та рибальство. Експортувалися фрукти, олія, вино, родзинки. Торгівельний флот складався з 200 суден та 5 тис. човнів. Ремісництво мало місцеве значення. На о. Кефалонія було розвинено суднобудування.